# When Love Leads (film 1912)
When Love Leads è un cortometraggio muto del 1912 diretto da Lloyd B. Carleton e prodotto dalla Lubin.

## Produzione
Il film fu prodotto dalla Lubin Manufacturing Company.

## Distribuzione
Distribuito dalla General Film Company, il film - un cortometraggio in una bobina - uscì nelle sale USA il 14 dicembre 1912.